# 칠곡 분기점
칠곡 분기점(漆谷分岐點, Chilgok Junction, 칠곡JC)은 경상북도 칠곡군 지천면 오산리에 설치된 경부고속도로와 대구외곽순환고속도로가 만나는 분기점이다. 건설 당시 가칭은 지천 분기점이었다.

## 역사
- 1999년 4월 20일 : 대구 4차순환선의 교차로 시설로 대구 도시계획시설 교통광장에 지천면 오산리 일원을 지천 나들목으로 고시[1]
- 2014년 12월 26일 : 2020년까지 대구외곽순환고속도로 신설을 위해 칠곡군 도시계획시설 교통광장에 지천면 오산리 일원을 지천 분기점으로 고시, 기존 지천 나들목 폐지[2]
- 2022년 3월 31일 : 대구외곽순환고속도로 개통과 함께 칠곡 분기점으로 통행 개시[3]

## 구조물 정보
- 위치 : 경상북도 칠곡군 지천면 오산리

## 접속하는 노선

### 부산・서울방면
- 경부고속도로 (17-1번)

### 달서・율암방면
- 대구외곽순환고속도로 (4번)